# イノサン Rouge
『イノサン Rouge』（イノサン ルージュ）は中島美嘉の45枚目のシングルであり、Marie starring MIKA NAKASHIMA名義での発売となる。

## 解説
本作は、中島が自身初の舞台での主演を務めた『イノサンmusical』の主題歌として制作されたものであり、Marie starring MIKA NAKASHIMA名義での発売となっている。中島がstarring MIKA NAKASHIMA名義でのリリースを行うのは、2005年にNANA starring MIKA NAKASHIMA名義で発売した16thシングル『GLAMOROUS SKY』以来となる。
表題曲の作詞はミュージカルの原作を描く坂本眞一が務め、作曲および、サウンドプロデュースはMIYAVIが担当しており、完全限定生産盤のみでの発売となり、坂本書き下ろしイラストのクリアファイルや中島が扮するマリーのビジュアルを登用したスリーブケースの特典も一部の店舗にて用意がなされた。

## 収録曲
1. イノサン Rouge
作詞：坂本眞一 / 作曲・編曲：MIYAVI,Lenard Skolnik, Seann Bowe
2. 無垢なるもの
作詞：横内謙介,宮本亜門 / 作曲：MIYAVI / 編曲：河野伸
3. イノサン Rouge (instrumental)

## 収録アルバム
イノサン Rouge
- 『WITH』

無垢なるもの
- 『JOKER』